# El quinteto de Cambridge
El quinteto de Cambridge (The Cambridge Quintet en inglés) es una novela escrita por John L.Casti en 1998. Fue publicada en inglés por Helix Books/Addison Wesley, y en España por Taurus Pensamiento.

## Trama
El libro desarrolla una hipotética cena entre cinco de las mentes más destacadas de la informática teórica, en la Universidad de Cambridge, en 1942, con el objeto de discutir los límites de los ordenadores para simular el pensamiento humano.. En la cena participan Wittgenstein, Schrödinger, J. B. S. Haldane, Alan Turing y C. P. Snow.